# 路招
路招（?年—?年），表字未詳，曹魏將領。

## 生平
公元199年，袁術欲經徐州投靠北面的袁紹，曹操派遣朱靈和路招跟随劉備去攻打袁術，軍隊還未到，袁術嘔血病死。後來朱靈和路招回歸曹操。（《三國志·蜀書先主傳》）
公元208年，赤壁之戰時，路招與朱靈、于禁、張遼、張郃、李典和馮楷都屬都督護軍趙儼。（《三國志·魏書卷二十三之趙儼傳》）
建安十七年（212年）曹操回到鄴城，以夏侯淵為行護軍將軍，督朱靈、路招等屯兵長安，其間擊破南山賊劉雄，降服其軍。又圍韓遂、馬超的餘軍梁興於鄠，大破，斬殺梁興。（《三國志·諸夏侯曹傳之夏侯淵傳》）此後再無路招的相關記載。

## 三國演義
《演義》誤作為「路昭」。於21回初登場，劉備欲想脫離曹操時，剛好袁術軍敗投靠袁紹。劉備以其必從徐州過，向曹操借兵攻袁術，曹操遣朱靈和路昭隨劉備攻袁術，以其兩人監督劉備。大軍到了徐州挫敗袁術，不久袁術病死，劉備駐守徐州，使路昭和朱靈回許都，因此曹操大怒把其兩人給斬首，因荀彧求情才赦免。